# Cronut
Un cronut este un produs de patiserie hibrid între croissant și gogoașă, inventat de patiserul new-yorkez Dominique Ansel de la Dominique Ansel Bakery. Produsul seamănă cu o gogoașă și este preparat din aluat de croissant, care este umplut cu cremă de diverse arome și prăjit în ulei de semințe de struguri. „Cronut” este un nume de marcă înregistrat în Statele Unite ale Americii.

## Origini
În 2013, proprietarul brutăriei Dominique Ansel a creat produsul de patiserie din aluat similar cu cel al unui croissant (un produs de patiserie familiar acestuia) umplut cu cremă.
Cronut a fost lansat pe 10 mai 2013 la brutăria lui Ansel, Dominique Ansel Bakery, în cartierul Soho din New York. În aceeași noapte, un blogger de pe Grub Street, blogul on-line de restaurante al revistei New York, a scris un articol despre noul produs de patiserie. Postarea a creat mult interes și a fost circulat intens on-line, iar în a treia zi deja se formase o coadă de peste 100 de persoane în fața magazinului. Aceste întâmplări au condus la numirea produsului cronut ca unul dintre cele mai bune invenții „extrem de distractive” ale anului 2013 de către revista TIME .
După nouă zile de la lansarea în meniul brutăriei, Ansel a depus o cerere pentru a-și înregistra numele „cronut” ca marcă înregistrată.

## Produse similare
După lansarea cronut, produse similare au apărut în întreaga lume.
Dominique Ansel a lansat în 2015 o carte de bucate, Dominique Ansel: The Secret Recipes, care conține o rețetă de cronut pentru amatorii care vor să o încerce în propriile lor case. La fel ca produsul original creat în brutăriile lui Ansel, prepararea rețetei necesită trei zile.

## Recepție
Scris pentru the Village Voice în mai 2013, Tejal Rao a proclamat cronutul lui  Ansel drept „capodopera”. Revista Time a numit cronut una dintre cele mai bune invenții „extrem de distractive” ale anului 2013.